# Karin Scholten
Karin Scholten (* 1952 in Düsseldorf) ist eine deutsche Grafikdesignerin und Schriftstellerin.

## Leben
Karin Scholten studierte Grafikdesign und war als Werbetexterin tätig. Sie ist heute Mitinhaberin einer Werbeagentur in Frankfurt am Main. Daneben hat sie seit 1988 drei Romane veröffentlicht. 

## Werke
- Longlife, Zürich 1988
- Das Fenster zum See, Frankfurt am Main 2001
- Und dann wirst du wach, München [u. a.] 2003